# Grubengelände und Wälder bei Burgholdinghausen
Koordinaten: 51° 0′ 30″ N, 8° 0′ 25″ O

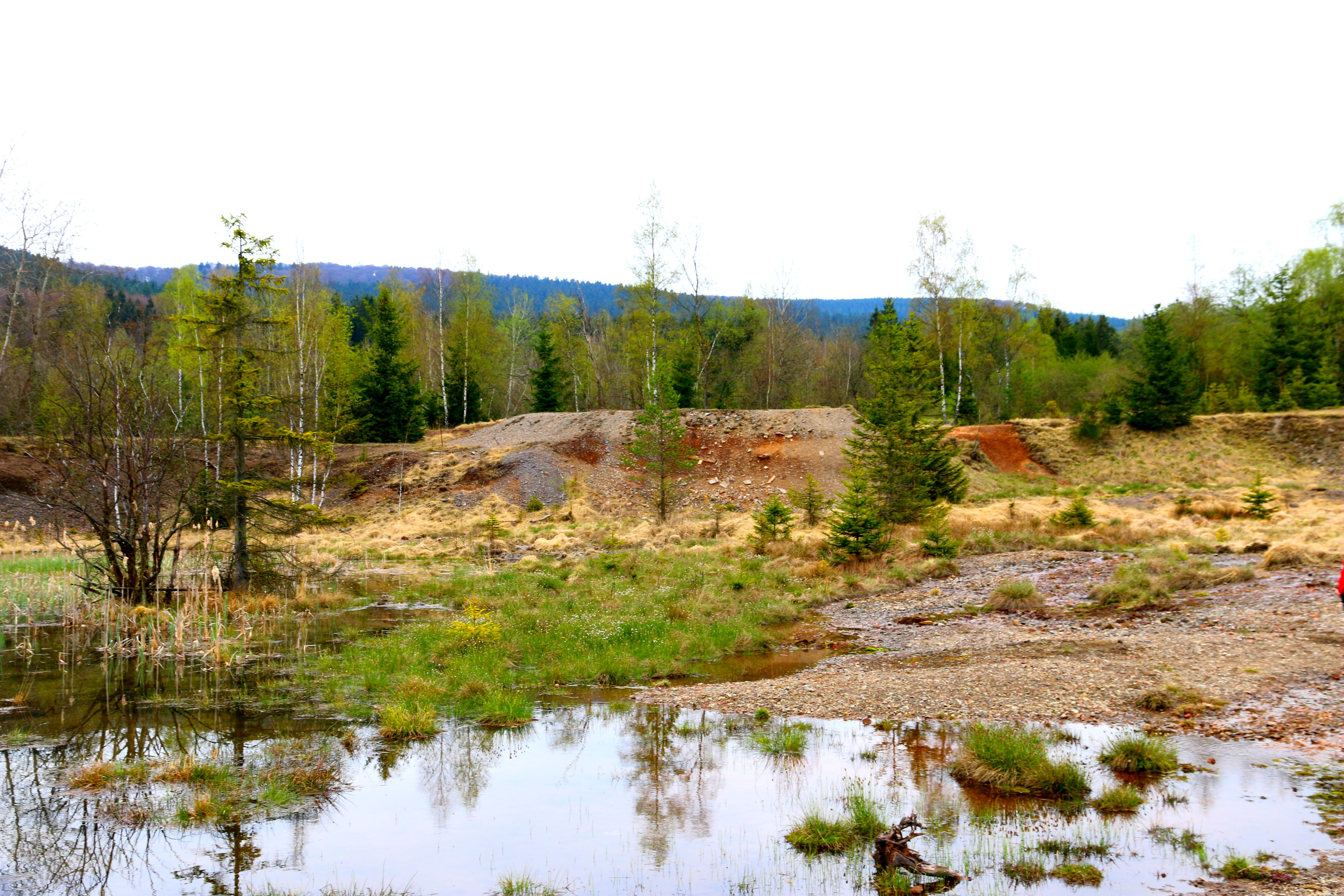
Naturschutzgebiet Grubengelände und Wälder bei Burgholdinghausen (April 2017)

Das Naturschutzgebiet Grubengelände und Wälder bei Burgholdinghausen liegt auf dem Gebiet der Stadt Kreuztal im Kreis Siegen-Wittgenstein in Nordrhein-Westfalen. Das aus zwei Teilflächen bestehende Gebiet erstreckt sich nördlich der Kernstadt Kreuztal, nordöstlich von Littfeld und östlich von Burgholdinghausen. Westlich des Gebietes verläuft die B 517.

## Bedeutung
Das etwa 139,5 ha große Gebiet wurde im Jahr 1991 unter der Schlüsselnummer SI-017 unter Naturschutz gestellt. Schutzziele sind 
- die Erhaltung und Wiederherstellung von Schwermetallrasen, Calluna-Heiden, Niedermoor, stehenden Kleingewässern mit Röhrichtsaum, naturnahen Bächen einschließlich der bachbegleitenden Erlenwälder und
- die Erhaltung und Wiederherstellung der Vorkommen von Grasnelke, Kammmolch, Wiesenpieper, Neuntöter und Schwarzspecht als Arten von gemeinschaftlichem Interesse nach der FFH-Richtlinie bzw. Vogelschutzrichtlinie.[2]